# Accumulateur lithium-air
Un accumulateur lithium-air, aussi appelé accumulateur lithium-oxygène, est un type d'accumulateur lithium encore en phase de recherche.
La particularité de cette technique est qu'elle utilise l'oxygène contenu dans l'air de l'atmosphère pour fonctionner, ce qui a pour avantage d'alléger le poids de l'accumulateur ainsi que son encombrement.
Conçues dès les années 1970 pour les véhicules, elles ont rencontré un regain d'intérêt dans les années 2000, grâce à des progrès techniques et un besoin croissant de stockage de l'électricité, notamment dans les véhicules et l'informatique embarquée.
On estime que les batteries lithium-air ont potentiellement une énergie spécifique 5 à 15 fois supérieure aux batteries lithium-ion actuelles (en excluant la masse de l'oxygène consommé).

## Principe de fonctionnement

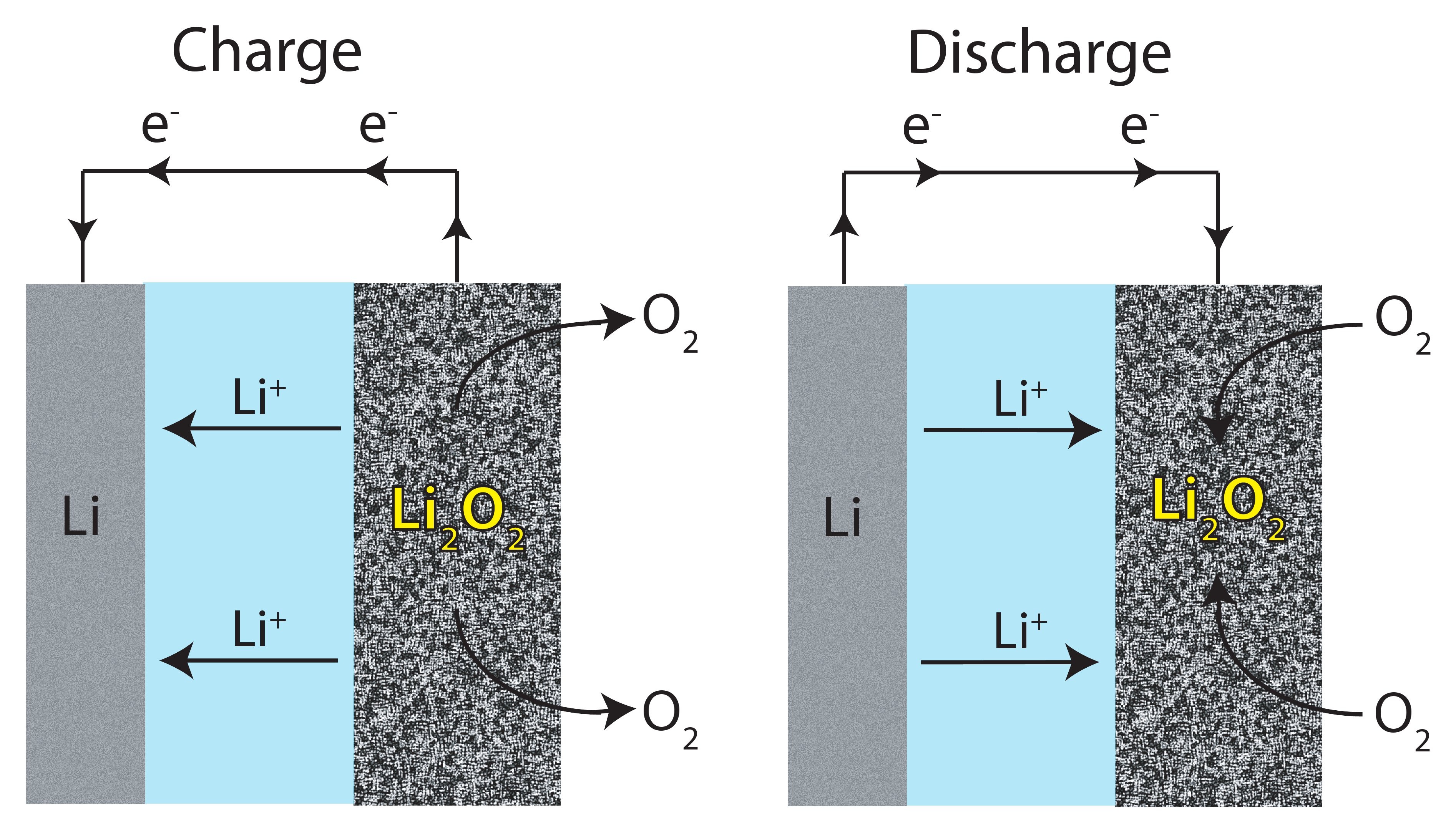
schéma de principe de charge (à gauche) et de décharge (à droite) d'une batterie Lithium-air

La batterie consiste en une électrode négative, l'anode, constituée de lithium métallique et d'une électrode positive, la cathode souvent réalisée en carbone mésoporeux, qui ne participe pas à la réaction mais permet une plus grande surface de réaction, ainsi que la conduction électrique nécessaire au fonctionnement de la pile. Il existe différentes réalisations possibles de l'électrolyte.
Lors de la décharge de la batterie, un atome de lithium cède un électron au circuit électrique et devient un ion lithium positif Li+, selon la demi-équation : Li → Li+ +e−. Cet ion traverse l'électrolyte, puis arrivé sur l'électrode positive, il réagit avec l'oxygène (sous forme de dioxygène gazeux) en captant un électron pour former Li2O2, selon la demi-équation : 
O2 + 2Li+ + 2e− → Li2O2.
Lors de la charge, c'est la réaction inverse qui se produit. Le Li2O2 cède deux électrons, et produit de l'oxygène et deux ions lithium positif Li+, selon la demi-équation :  Li2O2 → O2 + 2Li+ + 2e−. Les ions lithium ainsi produits traversent l'électrolyte, et réagissent sur l'électrode négative pour former du lithium métallique en captant un électron.
La réaction globale de charge et décharge est donc  Li2O2  → 2Li +O2

## Technologies et mise en œuvre
La tension nominale d'une batterie lithium-air est de 2,91 V.
Il existe 4 approches différentes pour la réalisation pratique :
- Électrolyte aqueux
- Électrolyte aprotique
- Électrolyte solide
- Électrolyte mixte aprotique/aqueux

## Utilité
Le secteur automobile pourrait être intéressé par des batteries lithium-air ainsi que le segment des vélos à assistance électrique, afin d'offrir une bonne autonomie pour un encombrement réduit aux véhicules électriques. En théorie, les batteries lithium-air pourraient stocker 3,5 kWh/kg au maximum. Cependant, en raison des contraintes techniques (substrat, isolation de la batterie...), la densité énergétique réelle sera très probablement plus faible. La densité de 1,7 kWh/kg fournie aux roues peut toutefois être envisagée en raison d'un meilleur rendement des moteurs électriques par rapport aux moteurs thermiques,.

## Réalisations
IBM a commencé ses recherches en 2009, et vise à concevoir des batteries permettant à un véhicule électrique de parcourir 800 kilomètres (500 miles).
En janvier 2013, BMW et Toyota collaborent afin de développer la prochaine génération de batteries lithium-air qui pourraient être utilisées dans des véhicules hybrides et électriques,.
En 2015, des chercheurs ont réalisé un prototype ayant de bonnes performances, mais en utilisant de l'oxygène pur, et avec un temps de charge et décharge plus long. Ils ne prévoient pas de modèle grand public avant une dizaine d'années.
En août 2016, à l'aide de nanoparticules, des chercheurs annoncent une batterie où l'oxygène resterait dans la batterie sans échange avec l'air ambiant,.
En janvier 2017, les chercheurs de l'Université d'État de Moscou annoncent travailler sur le sujet, et pensent que des prototypes devraient être réalisés entre 2020 et 2025.
En mai 2017, les chercheurs de l'institut japonais NIMS affirment avoir obtenu des performances 15 fois supérieures à celles des batteries lithium-ion classiques en s'aidant de nanotubes de carbone.
En mars 2018, des chercheurs de l'Université de Chicago et de l'Argonne National Laboratory publient dans la revue Nature les résultats de leurs travaux qui ont permis d'utiliser l'air ambiant et de maintenir, pendant plus de 750 cycles complets de charge et décharge, les performances de leur batterie lithium-air, en particulier sa capacité de stockage d’électricité 5 fois supérieure à celle d'un accumulateur lithium-ion de même poids. Cette avancée a été rendue possible par l'ajout d'une couche de carbonate de lithium (Li2CO3) sur l'anode de lithium métallique, faisant office de filtre à impuretés. Elle s'est faite au prix d'une baisse de la tension de coupure lors des décharges, ce qui réduit l'efficacité énergétique de l'accumulateur ; d'une hausse de la tension de coupure pour la charge ; et d'une impossibilité de recyclage de l'anode en fin de vie de la batterie.